# Jeremy Crawford
Jeremy Crawford (...) è un autore di giochi statunitense, che si occupa soprattutto di giochi di ruolo.

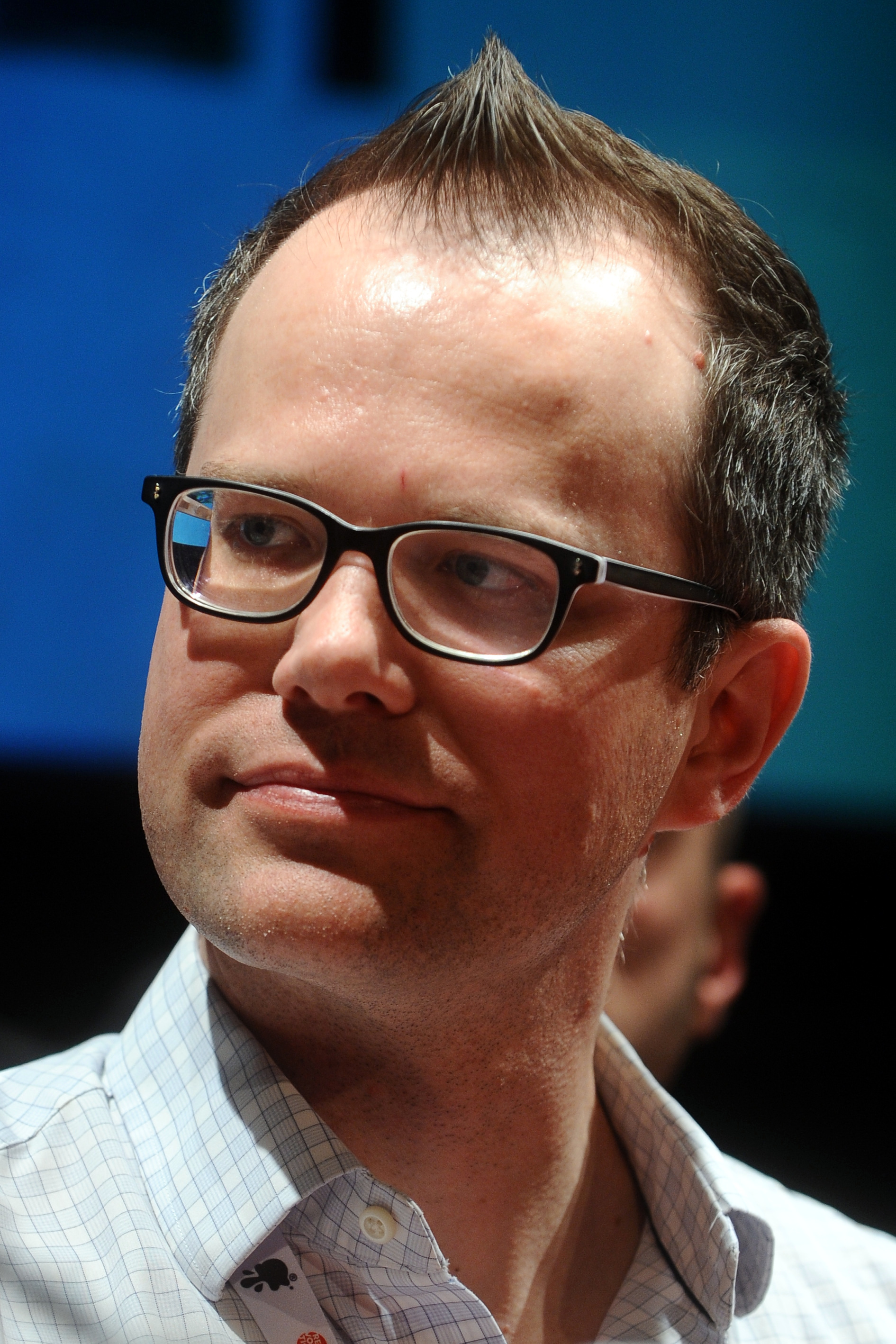
Jeremy Crawford a Lucca Comics & Games 2014

Crawford è uno degli autori di Blue Rose.
Per Dungeons & Dragons 4th Edition è stato fra le altre cose uno degli autori del Manuale del giocatore 2. Assieme a Mike Mearls è Lead Designer di D&D Next, quinta edizione del popolare gioco di ruolo.